# Herbert Runge
Herbert Runge (ur. 23 stycznia 1913 w Elberfeld (obecnie Wuppertal), zm. 11 marca 1986 w Wuppertalu) – niemiecki bokser wagi ciężkiej, mistrz olimpijski.
Zdobył złoty medal podczas Igrzysk Olimpijskich w Berlinie (1936). Dwukrotnie był też wicemistrzem Europy w Budapeszcie 1934 i Mediolanie 1937, a w Dublinie 1939 zdobył brązowy medal.
Siedem razy zdobywał mistrzostwo Niemiec: w latach 1935–1939, 1942 i 1943, dwa razy był wicemistrzem w 1941 i 1944.
W latach 1946–1949 walczył jako bokser zawodowy, ale bez sukcesów, stoczył 25 walk, 5 wygrał, 6 zremisował i 14 przegrał.